# کیم بوم
کیم سانگ بوم (کره‌ای: 김상범; زادهٔ ۷ ژوئیه ۱۹۸۹) که به‌طور حرفه‌ای با نام کیم بوم (کره‌ای: 김범) شناخته می‌شود، بازیگر، رقصنده، خواننده و مدل اهل کره جنوبی است. او بیشتر به خاطر نقش‌های خود در مجموعه‌های تلویزیونی از جمله سو یی جونگ از گروه اف۴ در پسران فراتر از گل‌ها (۲۰۰۹)، پادام پادام (۲۰۱۱)، خانم پلیس ۲ (۲۰۱۶)، افسانه نه دم (۲۰۲۰)، دانشکده حقوق (۲۰۲۱) و دکتر روح (۲۰۲۲) شناخته شده‌است.

## زندگی شخصی
در فوریه ۲۰۱۲، آژانس کیم اعلام کرد که او به دلیل کاهش وزن چشمگیری که پس از تمرین برای ایفای نقش در درام پادام پادام جی‌تی‌بی‌سی تجربه کرد، از آرتروز رنج می‌برد.
کیم با بازیگران لی مین هو و جونگ ایل وو دوست صمیمی است.

### روابط عاشقانه
در ۱ نوامبر ۲۰۱۳ فاش شد که کیم با همبازی خود در الهه آتش، مون گیون یانگ قرار می‌گذارد. در ۱۵ مه ۲۰۱۴، رسانه‌ها گزارش دادند که آنها به رابطه ۷ ماهه خود پایان دادند. آژانس‌های هر دو بازیگر این خبر را تأیید کردند.
در ۲۹ مارس ۲۰۱۸، تأیید شد که کیم با اوه یئون سئو رابطه دارد. با این حال، پس از چند ماه آشنایی گزارش شد که راه آنها از هم جدا شده‌است.

## فیلم‌شناسی

### فیلم
| سال     | عنوان                               |              | توضیحات                                                  |
| ------- | ----------------------------------- | ------------ | -------------------------------------------------------- |
| ۲۰۰۸    |                                     |              |                                                          |
| زنگ مرگ | کانگ هیون                           |              |                                                          |
| ۲۰۰۹    | پرواز                               | پارک شی بوم  |                                                          |
| ۲۰۱۳    | کارآگاه جوان دی: ظهور اژدهای دریایی | یوآن ژن      |                                                          |
| ۲۰۱۳    | دستان بااستعداد                     | کیم جون      |                                                          |
| ۲۰۱۳    | سلام سئول                           | کیم کیونگ وو | Promotional web short film produced for MIOGGI Hong Kong |
| ۲۰۱۵    | عاشقان و فیلم‌ها                     | لین جون      |                                                          |
| ۲۰۱۵    | محبوب                               | جیانگ سویینگ |                                                          |
| ۲۰۱۸    | کارآگاه کی: راز مردگان زنده         | چون مو       |                                                          |

### مجموعه تلویزیونی
| سال  | عنوان                            | نقش                    | توضیحات                               |
| ---- | -------------------------------- | ---------------------- | ------------------------------------- |
| ۲۰۰۶ | زنان بی‌ادب                       | جونگ هیون جون          |                                       |
| ۲۰۰۶ | ضربه عالی توقف‌ناپذیر             | کیم بوم                |                                       |
| ۲۰۰۸ | شرق بهشت                         | لی دونگ چول (۱۵ سالگی) |                                       |
| ۲۰۰۹ | پسران فراتر از گل‌ها              | سو یی جونگ             |                                       |
| ۲۰۰۹ | رؤیا                             | لی جانگ سوک            |                                       |
| ۲۰۰۹ | ضربه عالی روی پشت بام            | برادرزاده جو اوک       | حضور افتخاری (قسمت ۷۲)                |
| ۲۰۱۰ | زنی که هنوز قصد ازدواج دارد      | ها مین جه              |                                       |
| ۲۰۱۰ | هارو: یک روز فراموش نشدنی در کره | عکاس                   | تولید شده توسط سازمان ملی گردشگری کره |
| ۲۰۱۱ | پادام پادام                      | لی گوک سو              |                                       |
| ۲۰۱۲ | ضربه عالی انتقام پاکوتاه         |                        | حضور افتخاری (قسمت ۱۰۸)               |
| ۲۰۱۳ | بادی که در آن زمستان وزید        | پارک جین سونگ          |                                       |
| ۲۰۱۳ | الهه آتش                         | کیم ته دو              |                                       |
| ۲۰۱۴ | دوران خرد عشق                    | او هویی                |                                       |
| ۲۰۱۵ | هویت پنهان                       | چا گون وو              |                                       |
| ۲۰۱۶ | خانم پلیس ۲                      | لی رو جون              |                                       |
| ۲۰۲۰ | افسانه نه دم                     | لی رانگ                |                                       |
| ۲۰۲۱ | دانشکده حقوق                     | هان جون هی             |                                       |
| ۲۰۲۲ | دکتر روح                         | گو سونگ تاک            | [ ۱۳ ]                                |
| ۲۰۲۳ | افسانه نه دم ۱۹۳۸                | لی رانگ                | [ ۱۴ ]                                |